# NGC 4496
NGC 4496 (другие обозначения — NGC 4496A, IRAS12291+0412, NGC 4505, VCC 1375, UGC 7668, ZWG 42.144, MCG 1-32-90, VV 76, KCPG 343A, PGC 41471) — спиральная галактика с перемычкой (SBc) в созвездии Дева.
Этот объект занесён в новый общий каталог несколько раз, с обозначениями NGC 4496, NGC 4496A, NGC 4505.
Этот объект входит в число перечисленных в оригинальной редакции «Нового общего каталога».
В галактике вспыхнула сверхновая SN 1988М типа II.
В галактике вспыхнула сверхновая SN 1960F типа Ia. Её пиковая видимая звёздная величина составила 11,6.